# Liste der Staatsoberhäupter Afghanistans

Lage des modernen Afghanistan

Die Liste der Staatsoberhäupter Afghanistans enthält die Herrscher des neuzeitlichen Staates Afghanistan, dessen Geschichte frühestens 1747 beginnt.
Herrscher und Dynastien, die das Gebiet des heutigen Afghanistans oder Teile davon vor diesem Datum, d. h. vor allem während des Mittelalters, regierten, sind unter anderem der Liste der Herrscher von Iran bzw. der Liste islamischer Dynastien zu entnehmen.

## Durrani-Monarchen
Seit mit dem Zerfall des von Nadir Schah (reg. 1736–1747) errichteten Großreiches allmählich ein zunehmend als Afghanistan bezeichnetes Staatsgebilde zu entstehen begann, wurde dieses Land zwischen Indien und Persien von Herrschern regiert, die zur paschtunischen Abdali- oder Durrani-Stammeskonföderation gehörten. Zu unterscheiden ist jedoch zwischen zwei aufeinanderfolgenden Dynastien, welche je einen der 10 Stämme dieser Konföderation repräsentieren.

### Popalzai-/Sadozai-Könige (1747–1843)

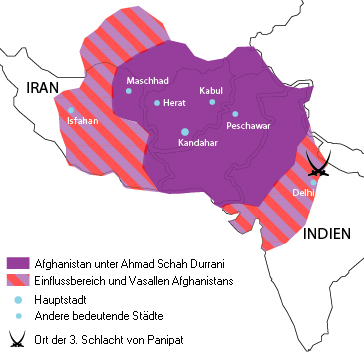
Das Großreich Ahmad Schah Durranis

Gegründet wurde das vorübergehend auch Nordindien und Chorasan umfassende Durrani-Reich – die Keimzelle des modernen Afghanistans – 1747 von einem Heerführer Nadir Schahs, der zum Abdali-Stamm der Popalzai gehörte, genauer gesagt zum Popalzai-Clan der Sadozi. Er nahm den Titel Durr-i Durran („Perle der Perlen“) an, wovon sich die Bezeichnung Durrani ableitet. Seine Nachkommen regierten das Land, bis 1843 endgültig ein anderer Durrani-Stamm die Macht ergriff und die Popalzai-/Sadozi-Dynastie stürzte.
- Ahmad Schah (reg. 1747–1773 in Kabul und Kandahar)
- Timur Schah (reg. 1773–1793 in Herat, ab 1775 auch in Kabul)
- Zaman Schah (reg. 1793–1801 in Kabul und Kandahar, ab 1797 auch in Herat)
- Mahmud Schah (reg. 1800–1803 und 1809–1818 in Kabul und Kandahar, bis 1829 in Herat)
- Qaysar (reg. 1803 in Kabul und Kandahar, 1807–1808 in Kaschmir)
- Schah Schudscha (reg. 1803–1809 und mit britischer Hilfe erneut 1839–1842 in Kabul und Kandahar)
- Kamran (reg. 1818–1842 in Herat)
- Ali Schah (reg. 1818–1819 in Kabul)
- Ayyub Schah (reg. 1819–1823 in Kabul)
- Habibullah (reg. 1823–1826 in Kabul)
- Fath Dschang (reg. 1842–1843 in Kabul)

### Baraksai-/Mohammadzi-Emire/Könige (1826–1973)

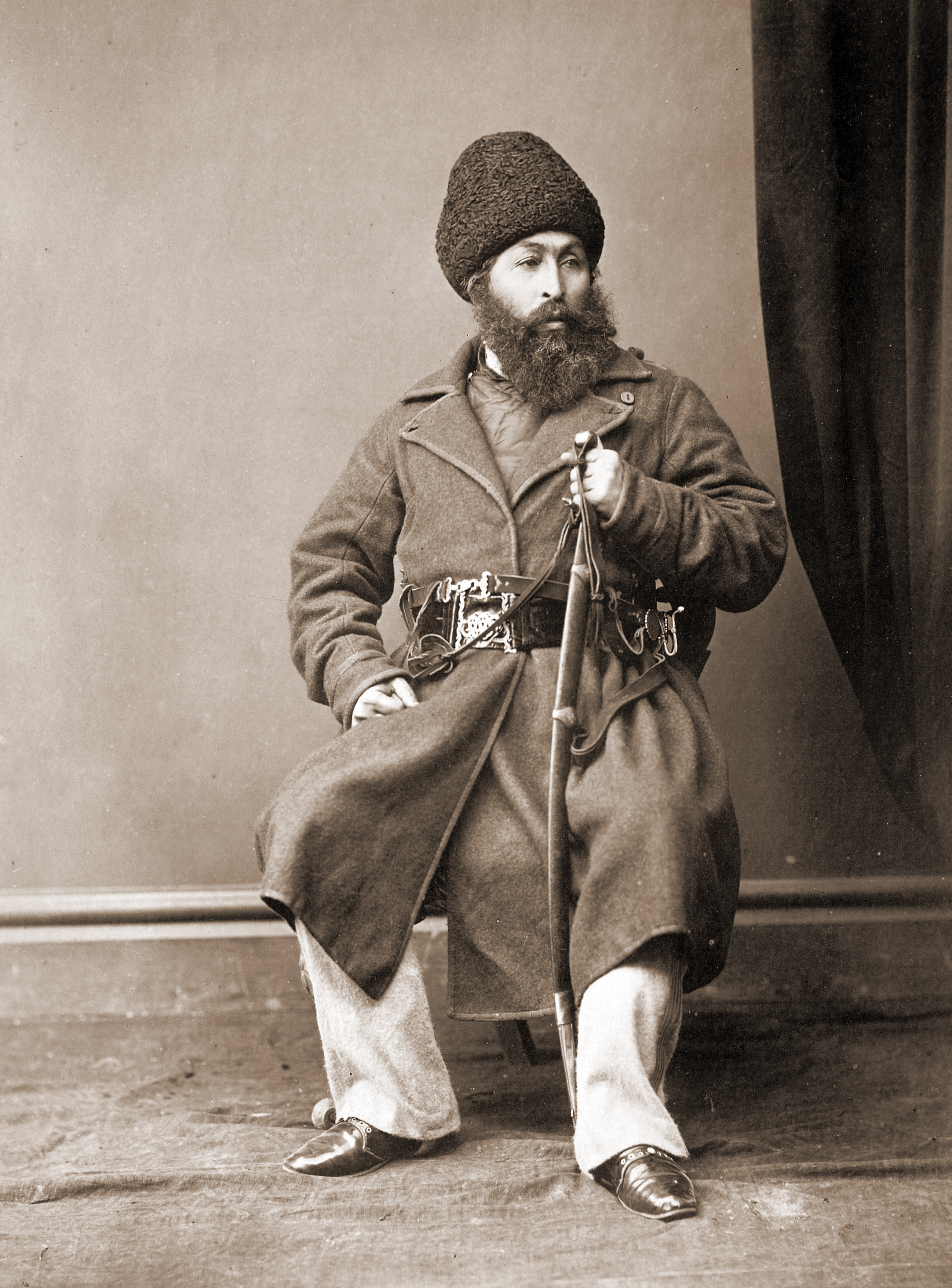
Emir Scher Ali

Schon von 1818 bis 1839 war Kabul de facto von einem Mann regiert worden, der dem Mohammedzi-Clan innerhalb des Abdali/Durrani-Stammes der Barakzi angehörte. Seit 1834 Emir übernahm er 1843, nach einer kurzen Restauration der Sadozi-Macht, schließlich endgültig die Herrschaft im Reich und gründete eine neue Dynastie, die Afghanistan bis zu einem kurzen Interregnum im Jahre 1929 regierte. Danach verblieb die Macht zwar beim Barakzi-Clan der Mohammedzi, doch ging die Herrschaft an einen anderen Familienzweig (die „Mosaheban“ aus Peschawar) über. 1973 musste der letzte Durrani-Monarch abdanken, das Königreich Afghanistan wurde eine Republik.

#### Kabul-Zweig
- Dost Mohammad (reg. 1843 bis zum 9. Juni 1863 in Kabul (wo er schon 1818/26–1839 geherrscht hatte), in Kandahar ab 1855, in Herat ab 1863)
- Schir Ali (reg. Juni 1863 bis 1866 und 1868 bis 21. Februar 1879 in Kabul)
- Mohammed Afzal (reg. 1866–1867 in Kabul)
- Mohammed Azam (reg. 1867–1868 in Kabul)
- Mohammed Yakub (reg. ab 1878 für seinen Vater Scher Ali und vom Februar 1879 bis Oktober 1879 allein in Kabul)

(Britische Besetzung Ostafghanistans 1879–1880)
- Musa (reg. interimsweise 1879–1880)
- Mohammed Ayub (reg. interimsweise 1880)

- Abdurrahman (reg. 22. Juli 1880 bis 1. Oktober 1901)
- Habibullah (I.) (reg. 1. Oktober 1901 bis 20. Februar 1919)
- Nasrullah (I.) (reg. 21. Februar 1919 bis 28. Februar 1919)
- Amanullah (reg. 28. Februar 1919 bis 14. Januar 1929; ab 1926 als König)
- Inayatullah (reg. 14. Januar 1929 bis 17. Januar 1929)

- Habibullah (II.) (reg. 17. Januar 1929 bis 13. Oktober 1929; gehörte nicht zur Dynastie)

#### Peschawar-Zweig
- Mohammed Nadir (reg. 17. Oktober 1929 bis 8. Januar 1933)
- Mohammed Zahir (reg. 8. Januar 1933 bis 17. Juli 1973)

## Präsidenten der Republik Afghanistan (1973–1978) bzw. der Demokratischen Republik Afghanistan (1978–1992)
Als der letzte Barakzai-/Mohammaddzai-König gerade im Ausland war, nutzte sein Cousin und ehemaliger Premierminister die Gelegenheit und rief die erste afghanische Republik aus, deren Präsident er wurde. Bereits 1978 fand jedoch ein Militärputsch statt, welcher anhaltende Unruhen und die Gründung der kommunistischen Demokratischen Republik Afghanistan zur Folge hatte. Diese ging in einem Bürgerkrieg unter, als nach dem Rückzug der 1979–1989 im Land intervenierenden Sowjetunion (siehe Sowjetisch-Afghanischer Krieg) islamische Widerstandskämpfer, Mudschahedin, die Macht übernahmen.

### Republik Afghanistan
- Mohammed Dawud (reg. 17. Juli 1973 bis 27. April 1978)

### Demokratische Republik Afghanistan
- Nur Mohammed Taraki (reg. 27. April 1978 bis 8. Oktober 1979)
- Hafizullah Amin (reg. 8. Oktober 1979 bis 27. Dezember 1979)
- Babrak Karmal (reg. 27. Dezember 1979 bis 21. November 1986)
- Haddschi Mohammed Tschamkani (reg. 23. November 1986 bis 29. September 1987)
- Mohammed Nadschibullah (reg. 29. September 1987 bis 15. April 1992)
- Abdurrahim Hatef (reg. 19. April 1992 bis 28. April 1992)

## Mudschahedin (1992–2001, davon 1996–2001 als Exilregierung) und Taliban-Regierung (1996–2001)

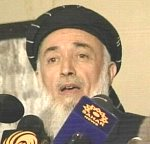
Präsident Burhanuddin Rabbani

Auf den Sturz des letzten Präsidenten der Republik folgte 1992 die Errichtung eines „islamischen Staates“ unter Mudschahedin-Präsidenten. Anschließend ergriffen die deobandisch-islamistischen Taliban die Macht und gründeten das Islamische Emirat Afghanistan.

### Mudschahedin
- Sibghatullah Modschaddedi (reg. 28. April 1992 bis 28. Juni 1992)
- Burhanuddin Rabbani (reg. 28. Juni 1992 bis 27. September 1996, de jure bis 2001)

### Taliban
- Mohammed Omar (reg. 27. September 1996 bis 11. November 2001)

## Präsident des Islamischen Übergangsstaats Afghanistan (2002–2004)
Der Islamische Übergangsstaat Afghanistan folgte auf Beschluss der Loja Dschirga im Jahr 2002, welche selbst nach dem Petersberg-Prozess vereinbart wurde, auf den Sturz des Taliban-Regimes durch Truppen der afghanischen Vereinten Front in Zusammenarbeit mit amerikanischen und britischen Spezialeinheiten während der US-geführten Intervention in Afghanistan.
- Hamid Karzai (reg. 2002 bis 2004)

## Präsidenten der Islamischen Republik Afghanistan (seit 2004, seit 15. August 2021 Exilregierung)

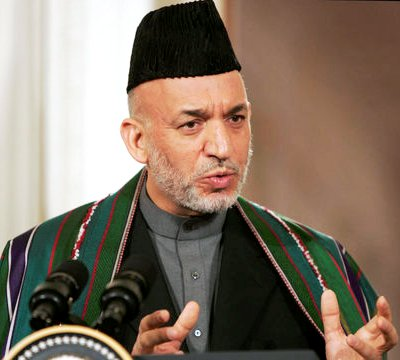
Präsident Hamid Karzai

Die Islamische Republik Afghanistan konstituierte sich im Jahr 2004 und bestand faktisch bis August 2021.

### Islamische Republik
- Hamid Karzai (reg. 2004 bis 2014)
- Aschraf Ghani Ahmadsai (reg. 2014 bis 2021, seit 15. August 2021 im Exil)
- Amrullah Saleh (bis dahin Vizepräsident, erklärte sich am 17. August 2021 zum Übergangspräsidenten einer Gegenregierung)

## Taliban-Regierung (seit 2021)
Regierung des angekündigten Islamischen Emirat Afghanistan.

### Taliban
- Hibatullah Achundsada (seit 2021)